# Anni 1340
Gli anni 1340 sono il decennio che comprende gli anni dal 1340 al 1349 inclusi.

## Eventi, invenzioni e scoperte
- L'8 febbraio 1340 Edoardo III d'Inghilterra, sconfitto Filippo VI a Crecy, si autoproclama legittimo re di Francia, poiché figlio di Isabella, figlia a sua volta di Filippo IV, re di Francia.
- La peste nera infuria in Europa.
- Santa Brigida parte dalla Svezia in pellegrinaggio verso Roma per cercare di far ritornare il papa dalla cattività avignonese